# Цемендорф-Штеттера
Цемендорф-Штеттера (нім. Zemendorf-Stöttera) — громада округу Маттерсбург у землі Бургенланд, Австрія.
Цемендорф-Штеттера лежить на висоті  198 м над рівнем моря і займає площу  12,8 км². Громада налічує 1277 мешканців. 
Густота населення 100/км².  
|                                             |
| Цемендорф-Штеттера на мапі округу та землі. |

Бургомістом міста є Йозеф Гайдер від Австрійської народної партії. Адреса управління громади:  7023 Zemendorf-Stöttera. 

## Демографія
Історична динаміка населення міста за даними сайту Statistik Austria

## Галерея

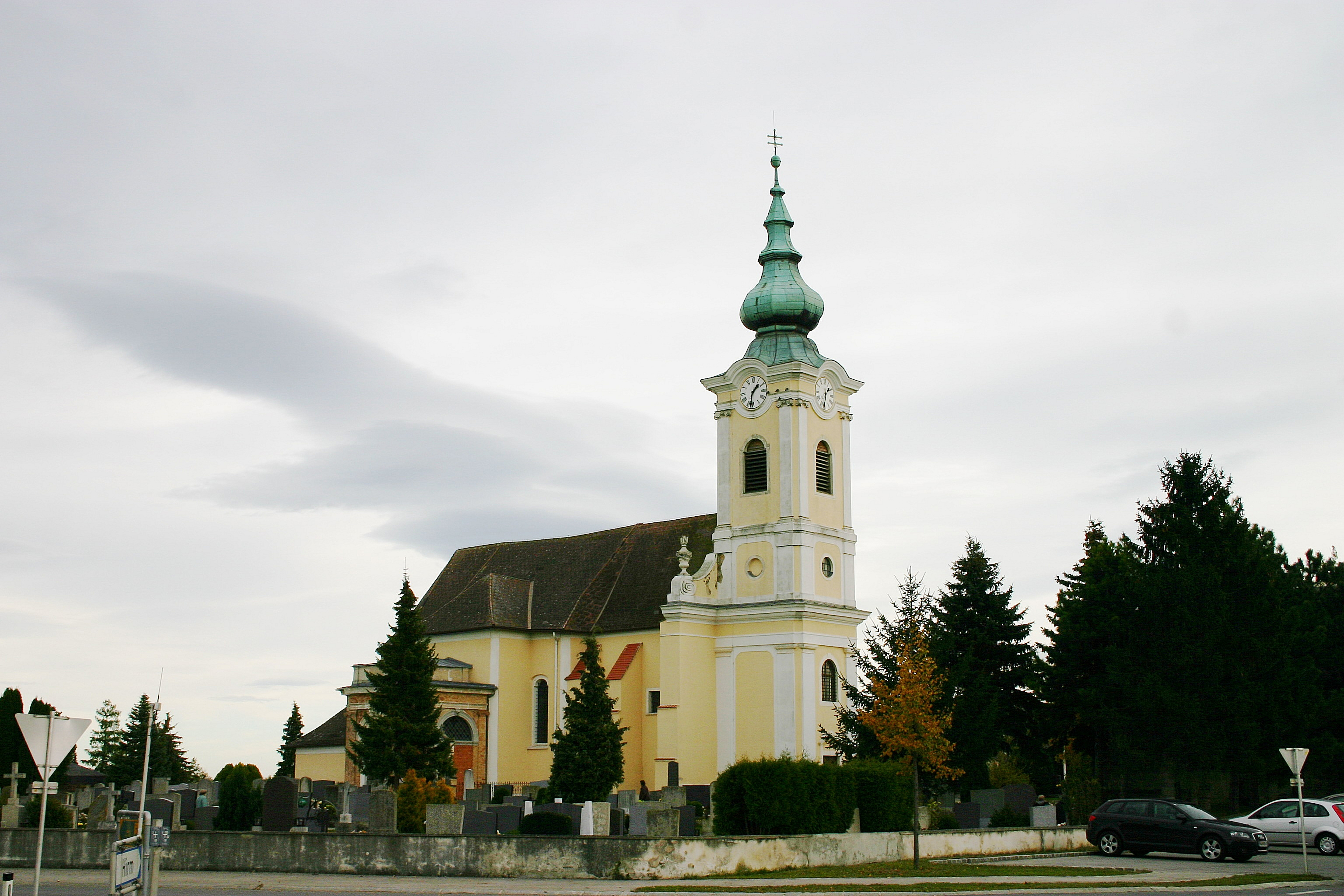
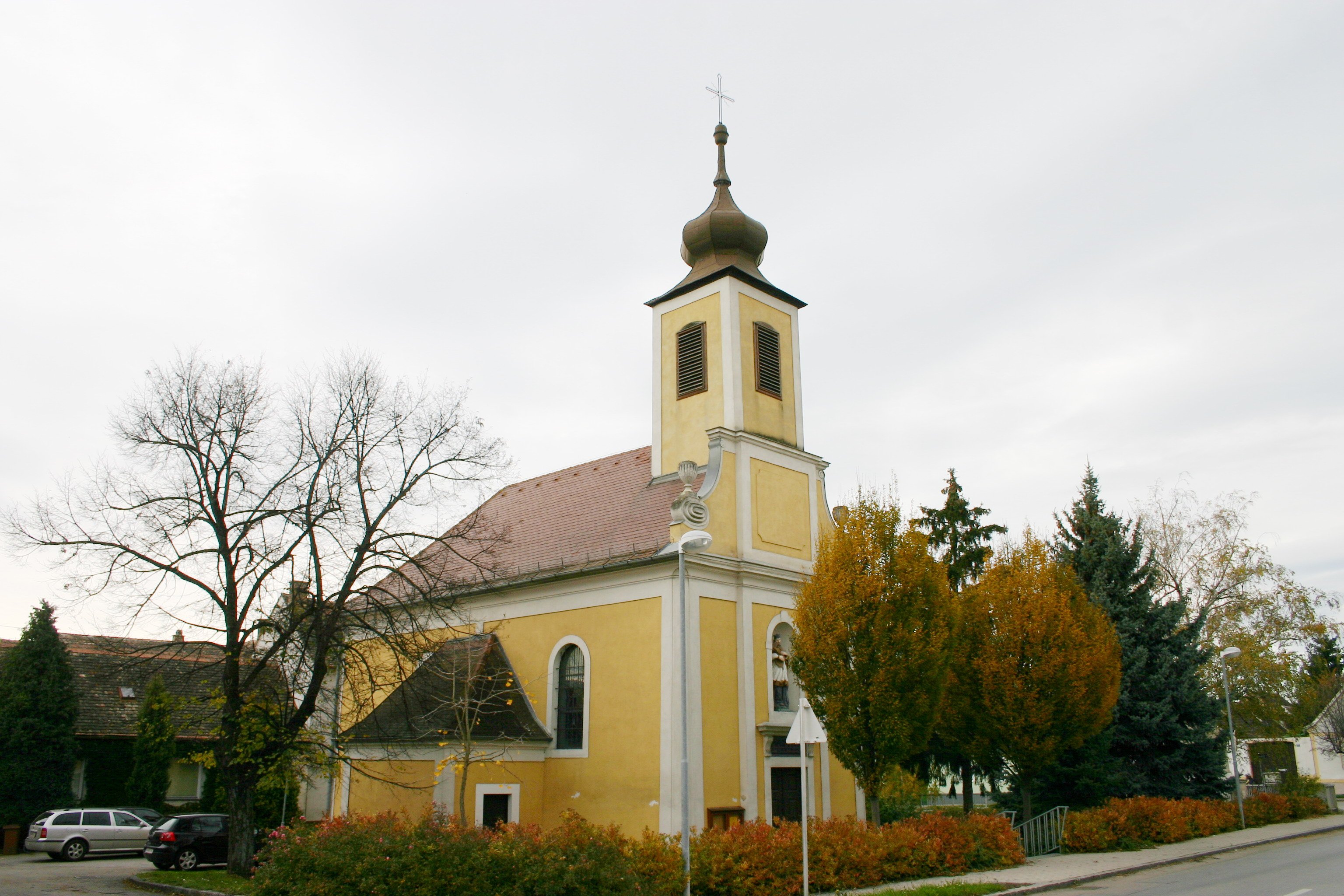

## Виноски
1. ↑  Dauersiedlungsraum der Gemeinden Politischen Bezirke und Bundesländer - Gebietsstand 1.1.2018 — Статистичне управління Австрії.
2. ↑  Einwohnerzahl 1.1.2018 nach Gemeinden mit Status, Gebietsstand 1.1.2018 — Статистичне управління Австрії.
3. ↑  www.zemendorf-stoettera.at. Архів оригіналу за 23 листопада 2021. Процитовано 18 жовтня 2021.
4. ↑  Gemeindedaten von Zemendorf-Stöttera. Архів оригіналу за 14 липня 2014. Процитовано 4 листопада 2013.

| Австрія | Це незавершена стаття з географії Австрії. Ви можете допомогти проєкту, виправивши або дописавши її. |